# 12월 17일
12월 17일은 그레고리력으로 351번째(윤년일 경우 352번째) 날에 해당한다.

## 사건
- 546년 - 고딕 전쟁 : 동고트의 토틸라가 동로마 제국 수비대를 매수하여 로마를 정복하다.
- 942년 - 노르망디의 윌리엄 1세가 암살되다.
- 1538년 - 교황 바오로 3세가 잉글랜드의 헨리 8세를 파문하다.
- 1600년 - 프랑스의 앙리 4세와 마리 드 메디시스가 결혼하다.
- 1718년 - 영국이 스페인에 전쟁을 선포하다.
- 1819년 - 시몬 볼리바르가 앙고스투라(Angostura, 현재 베네수엘라의 시우다드 볼리바르) 그란콜롬비아의 독립을 선언하다.
- 1874년 - 청나라 제10대 황제 동치제가 사촌 남동생 광서제에게 보위를 선위하다.
- 1939년 - 제2차 세계 대전 : 플라테강 전투, 독일 순양전함 아드미랄 그라프 쉬페가 몬테비데오 바깥 바다에서 한스 랑스도르프 함장에 의해 자침하다.
- 1941년
  - 제2차 세계 대전 중 세바스토폴 공방전이 시작되다.
  - 제2차 세계 대전 중 일본 제국 육군이 북부 보르네오섬을 침공하다.
- 1944년 - 제2차 세계 대전 : 벌지 전투 - 말메디 학살 미국 육군 285포병관측대대 포로들이 무장친위대(WaffenSS) 요아힘 파이퍼 전투단에 의해 학살되다.
- 1945년 - 온두라스, 유엔 가입
- 1963년 - 박정희, 대한민국 5대 대통령 취임
- 1987년 - 대한민국 제13대 대통령 선거가 실시되었고 그 결과 노태우 후보가 제13대 대통령으로 당선되었다.
- 1997년 - 일본에서 포켓몬스터 무인편 38화인 전뇌전사 폴리곤을 시청하던 600명 이상의 어린이들이 발작을 일으켜 1998년 4월 15일까지 119일 동안 방영되지 않는 사건이 일어나다.
- 2003년 - 청도 대흥농산 화재가 발생했다.
- 2007년 - 라코타 공화국이 미국으로부터 독립을 주장하다.
- 2008년 - 민주노동당 강기갑 대표에게 선거법위반혐의로 300만원의 벌금형이 구형되다.
- 2011년
  - 러시아의 세계 무역 기구(WTO)에 가입 승인이 제네바 WTO 본부에서 발표되었다.
  - 조선민주주의인민공화국의 김정일 국방위원장이 오전 8시 30분 열차에서 급성 심근경색, 심장마비(쇼크)등 합병으로 사망하였다.
- 2013년 - 아프리카 북동부 남수단에서 정부군과 반대파간의 교전이 벌여져 1천여명의 사상자가 발생하였다.

## 문화
- 546년 - 로마 포위전: 동로마 제국 병사의 배신으로 동고트 왕국 병사들이 밤중에 성에 잠입하여 성문을 열다. 토틸라 왕의 군대가 도시를 함락하고 약탈하다.
- 1903년 - 라이트 형제가 노스캐롤라이나주 키티호크에서 라이트 플라이어로 사상 최초의 동력 비행에 성공하다.
- 1922년 - 이집트의 투탕카멘묘가 발굴됨.
- 1935년 - 더글러스 DC-3 비행기가 첫 비행을 실시하다.
- 1983년 - 서울 지하철 2호선 교대역 ~ 서울대입구역 구간 개통.
- 1991년 - 대한민국에서 1992학년도 학력고사 실시
- 2013년 - 플레이스테이션 4가 대한민국에서 출시되다.
- 2015년 - 서울 지하철 8호선의 연장선 별내선 착공.
- 2019년 - 대한민국 Gugak TV 개국.

## 탄생
- 1267년 - 제91대 일본의 천황 고우다 천황. (~1324년)
- 1770년 - 독일의 작곡가 루트비히 판 베토벤. (~1827년)
- 1830년 - 프랑스의 비평가 쥘 드 공쿠르. (~1870년)
- 1874년 - 캐나다의 정치인 윌리엄 라이언 매켄지 킹. (~1950년)
- 1878년 - 일본의 작가, 출판인 노마 세이지. (~1938년)
- 1890년 - 독일황제 요아힘 폰 프로이센 왕자. (~1920년)
- 1905년 - 핀란드의 군인, 저격수 시모 해위해. (~2002년)
- 1917년 - 대한민국의 정치인 조일문. (~2016년)
- 1923년 - 대한민국의 기업인 김상홍. (~2010년)
- 1924년 - 대한민국의 법조인 김용철. (~2023년)
- 1928년 - 대한민국의 군인 출신 정치인 이상익. (~2006년)
- 1936년 - 제266대 로마의 교황 교황 프란치스코. (~2025년)
- 1938년
  - 대한민국의 정치인 김일윤.
  - 대한민국의 변호사 최영도. (~2018년)
  - 뉴질랜드의 육상 선수 피터 스넬. (~2019년)
- 1939년
  - 대한민국의 시인 정현종.
  - 홍콩의 영화배우 오요한. (~2023년)
- 1941년 - 대한민국의 정치인 김현풍.
- 1942년 - 나이지리아의 제15대 대통령 무하마두 부하리. (~2025년)
- 1944년 - 잉글랜드의 배우 버나드 힐. (~2024년)
- 1952년 - 대한민국의 배우 최민희.
- 1953년 - 미국의 배우 빌 풀먼.
- 1955년 - 대한민국의 배우 길용우.
- 1956년 - 미국의 영화 감독, 영화 각본가, 프로듀서, 소설가 피터 패럴리.
- 1957년 - 중화인민공화국의 펜싱 선수, 지도자 왕루이지.
- 1959년 - 대한민국의 정치인 전진선.
- 1960년 - 일본의 성우 TARAKO. (~2024년)
- 1961년
  - 대한민국의 방송프로듀서 예미란.
  - 대한민국의 배우 이창직.
- 1962년 - 대한민국의 성우 정현숙.
- 1964년 - 미국의 정치인 트레이시 맨
- 1965년
  - 대한민국의 배우 오민애.
  - 대한민국의 배우 김의성.
- 1968년 - 멕시코의 전 축구 선수 클라우디오 수아레스.
- 1969년
  - 대한민국의 성우 김영선.
  - 미국의 종합격투기 선수 척 리델.
- 1970년 - 대한민국의 축구 선수 서정원.
- 1971년 - 프랑스의 농구 선수 앙투안 리고도.
- 1973년 - 미국의 영화감독 라이언 존슨.
- 1974년 - 미국의 배우 세라 폴슨.
- 1975년
  - 미국의 배우, 모델, 가수 밀라 요보비치.
  - 미국의 프로레슬링 선수 닉 딘스모어.
- 1976년
  - 대한민국의 축구 선수 김상식.
  - 스위스의 축구 선수 파트리크 뮐러.
- 1977년
  - 대한민국의 스타크래프트 프로게이머 신주영.
  - 캐나다의 배우 캐서린 위닉.
- 1978년 - 대한민국의 가수 루이스.
- 1980년
  - 대한민국의 전직 축구 선수 김종훈.
  - 미국의 자동차 경주 선수 라이언 헌터레이.
- 1982년 - 대한민국의 안무가 제이블랙.
- 1983년
  - 프랑스의 랠리 선수 세바스티앵 오지에.
  - 대한민국의 배우 김보강.
  - 일본의 작곡가 사이토 고스케.
  - 대한민국의 희극인 이원구.
  - 대한민국의 아나운서 최지은.
- 1984년 - 미국의 싱어송라이터, 음악 프로듀서 미키 에코.
- 1985년
  - 일본의 가수 오가타 류이치 (w-inds.).
  - 대한민국의 바이올리니스트 권혁주. (~2016년)
  - 대한민국의 성우 김주호.
- 1986년
  - 미국의 배우 에마 벨.
  - 대한민국의 축구 선수 이창훈.
- 1987년 - 일본의 작곡가 후카가와 쇼타.
- 1988년
  - 대한민국의 골프 선수 김하늘.
  - 대한민국의 쇼트트랙 선수 진선유.
  - 대한민국의 야구 선수 김민성 (LG 트윈스).
  - 한국계 미국인 가수 제시.
  - 대한민국의 야구 선수 김민성.
  - 스위스의 축구 선수 얀 조머.
  - 일본의 배우 타카나시 린.
- 1989년 - 대한민국의 야구 선수 성의준.
- 1990년 - 대한민국의 가수 하연.
- 1991년
  - 대한민국의 가수 이재진 (FT아일랜드).
  - 대한민국의 배우 정해나.
- 1992년
  - 대한민국의 가수 금조 (나인뮤지스).
  - 대한민국의 뮤지컬 배우, 팝페라 가수 송은혜.
- 1993년
  - 대한민국의 아나운서 송지원.
  - 대한민국의 음악 프로듀서 슬롬.
  - 브라질의 축구 선수 베아트리스 자네라투 주앙.
- 1994년
  - 미국의 배우 냇 울프.
  - 대한민국의 가수 최시영.
  - 대한민국의 축구 선수 박요한.
- 1996년 - 러시아의 피겨 스케이팅 선수 옐리자베타 툭타미셰바.
- 1997년 - 대한민국의 배우 배강희.
- 1998년
  - 노르웨이의 축구 선수 마르틴 외데고르.
  - 대한민국의 야구 선수 이재홍.
- 1999년 - 대한민국의 전직 카트라이더 프로게이머 정승하.
- 2000년
  - 캐나다의 유튜버, 스트리머 Twomad. (~2024년)
  - 대한민국의 가수 비라.
- 2001년 - 대한민국의 리그 오브 레전드 프로게이머 캐비.
- 2002년 - 일본의 가수, 배우 사토 류가.
- 2003년 - 대한민국의 배우 유재상.
- 2005년 - 대한민국의 유튜버 아린.
- 2007년 - 영국의 왕족 웨식스 백작 제임스.
- 2009년 - 대한민국의 영화배우 최효은.
- 2012년 - 대한민국의 래퍼 서이브.

## 사망
- 1273년 - 페르시아의 신비주의 시인이자 이슬람 법학자 루미. (1207년~)
- 1833년 - 독일의 미스테리 소년 카스파르 하우저. (1812년~)
- 1876년 - 미국의 정치인 윌리엄 C. 커즌스. (1811년~)
- 1919년 - 대한제국의 관료 이근택. (1865년~)
- 1992년 - 미국의 배우 데이나 앤드루스. (1909년~)
- 1998년 - 대한민국의 변호사, 사회운동가 이태영. (1914년~)
- 2001년 - 러시아의 극작가 알렉산드르 볼로딘. (1919년~)
- 2009년
  - 미국의 기업인 로이 E. 디즈니. (1930년~)
  - 미국의 배우 제니퍼 존스. (1919년~)
- 2011년 - 조선민주주의인민공화국 정치인 김정일. (1942년~)
- 2013년
  - 스페인의 추기경 리카르도 마리아 카를레스 고르도. (1926년~)
  - 대한민국의 사회기관단체인 김동주. (1966년~)
- 2018년 - 미국의 영화배우 페니 마셜. (1943년~)
- 2020년
  - 잉글랜드의 영화배우 제러미 불럭. (1945년~)
  - 부룬디의 군인 피에르 부요야. (1949년~)
  - 우크라이나의 정치인 헨나디 케르네스. (1959년~)
- 2021년 - 대한민국의 바둑 기사 김학수. (1939년~)
- 2023년
  - 미국의 영화배우 제임스 매캐프리. (1959년~)
  - 조지아의 영화감독 오타르 이오셀리아니. (1934년~)
- 2024년
  - 미국의 언어학자 윌리엄 라보프. (1927년~)
  - 대한민국의 정치인 손세일. (1935년~)
  - 대한민국의 소설가 정아은. (1975년~)
  - 스페인의 영화배우 마리사 파레데스. (1946년~)

## 기념일
- 성노동자에 대한 폭력 종식의 날(International Day to End Violence Against Sex Workers): 미국
- 라이트 형제의 날(Wright Brothers Day): 미국

## 같이 보기
- 전날: 12월 16일 다음날: 12월 18일 - 전달: 11월 17일 다음달: 1월 17일
- 음력: 12월 17일
- 모두 보기